# 亞茲諾湖 (普斯托什卡區)
56°27′14″N 29°40′56″E / 56.45389°N 29.68222°E
亞茲諾湖（俄语：Язно），是俄羅斯的湖泊，位於該國西北部，由普斯科夫州負責管轄，處於普斯托什卡區，面積7.1平方公里，集水區面積61.6平方公里，平均水深12.5米，最大水深25米。